# Arcones (Segovia)
Arcones ist eine Gemeinde in der spanischen Provinz Segovia. Sie liegt im Süden der Autonomen Region Kastilien und León, an der Nordwestabdachung der Sierra de Guadarrama. Sie hat 180 Einwohner (Stand: 2024). Neben dem namensgebenden Hauptort Arcones gehören die Ortschaften Arconcillos, Castillejo, Colladillo, Huerta und La Mata zur Gemeinde.

## Geographie
Arcones liegt etwa 38 Kilometer ostnordöstlich vom Stadtzentrum von Segovia in einer Höhe von ca. 1150 m. In der Gemeinde befindet sich der Flugplatz Aeródromo de Arcones.
Arcones befindet sich innerhalb der Zone des kontinentalen mediterranen Klimas.

## Bevölkerungsentwicklung
| Jahr      | 1970 | 1981 | 1991 | 2001 | 2011 | 2021 |
| Einwohner | 497  | 355  | 288  | 228  | 245  | 171  |

## Sehenswürdigkeiten

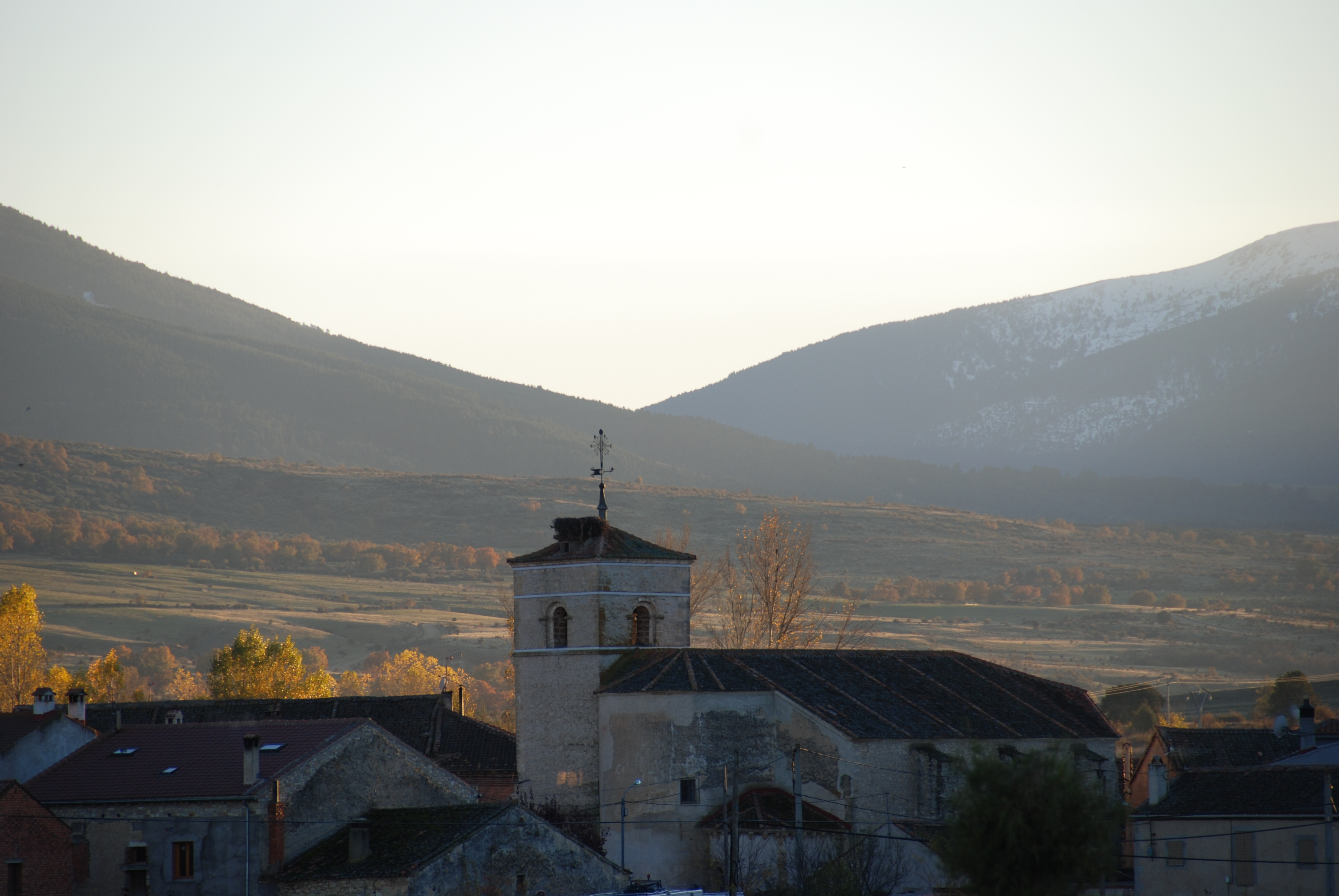
Michaeliskirche
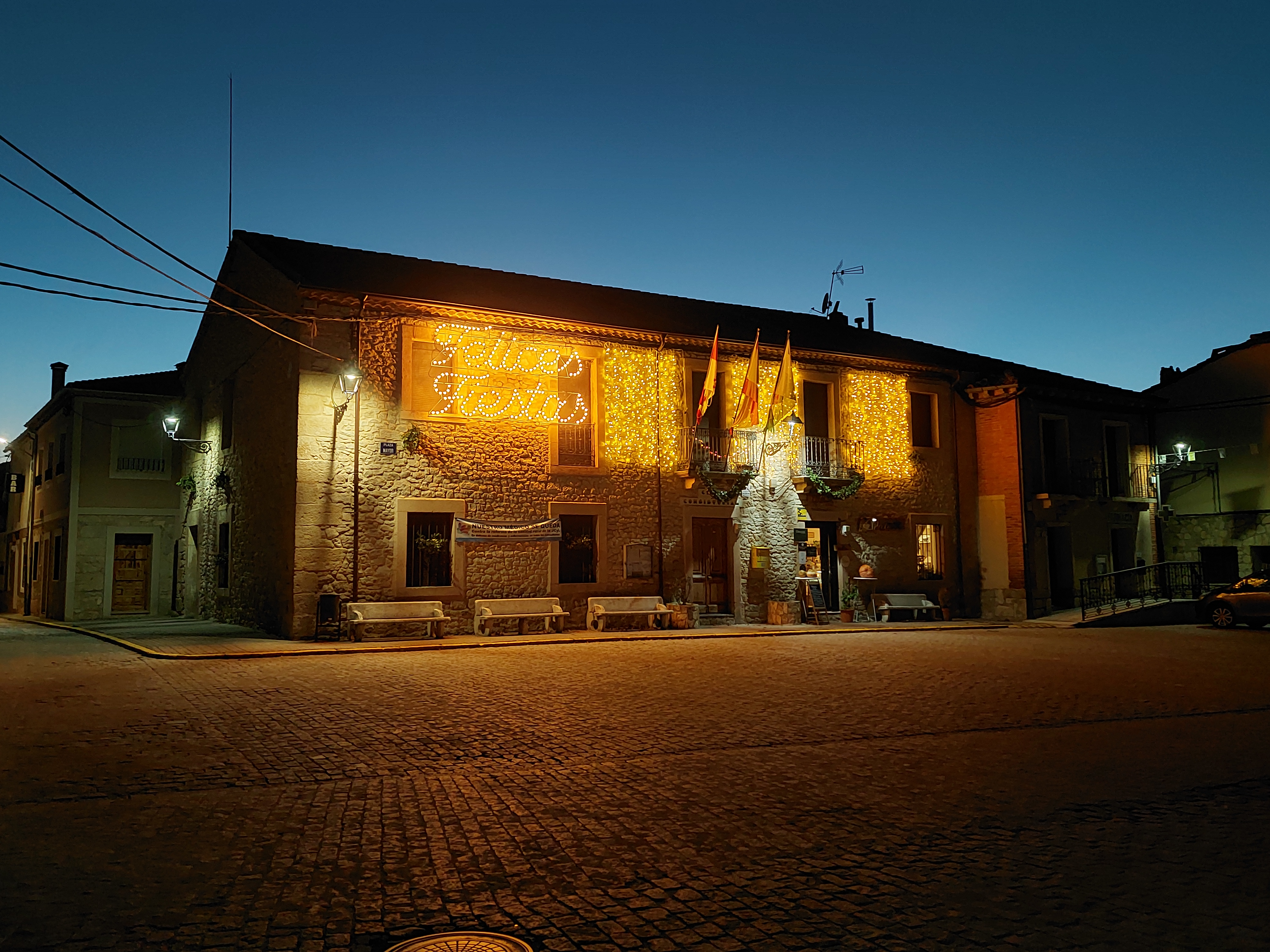
Rathaus

- Rochuskapelle
- Christinenkapelle
- Marienkapelle
- Ruine der Bartholomäuskirche

- Michaeliskirche
- Rathaus